# Ес-Ен-Пі-Джи (Пенсільванія)
Ес-Ен-Пі-Джи (англ. S.N.P.J.) — місто (англ. borough) в США, в окрузі Лоуренс штату Пенсільванія. Населення — 18 осіб (2020).

## Географія
Ес-Ен-Пі-Джи розташований за координатами 40°55′44″ пн. ш. 80°29′46″ зх. д. / 40.92889° пн. ш. 80.49611° зх. д. (40.929000, -80.496224).  За даними Бюро перепису населення США в 2010 році місто мало площу 2,01 км², з яких 1,94 км² — суходіл та 0,07 км² — водойми.

## Демографія
Згідно з переписом 2010 року, у селищі мешкало 19 осіб у 8 домогосподарствах у складі 6 родин. Густота населення становила 9 осіб/км².  Було 117 помешкань (58/км²).
Расовий склад населення:
| - 100,0 % — білих |

До двох чи більше рас належало 0,0 %. Частка іспаномовних становила 0,0 % від усіх жителів.
За віковим діапазоном населення розподілялося таким чином: 10,5 % — особи молодші 18 років, 73,7 % — особи у віці 18—64 років, 15,8 % — особи у віці 65 років та старші. Медіана віку мешканця становила 53,3 року. На 100 осіб жіночої статі у селищі припадало 90,0 чоловіків;  на 100 жінок у віці від 18 років та старших — 112,5 чоловіків також старших 18 років.
Середній дохід на одне домашнє господарство  становив 39 144 долари США (медіана — 38 125), а середній дохід на одну сім'ю — 45 050 доларів (медіана — 38 750). 
Цивільне працевлаштоване населення становило 14 осіб. Основні галузі зайнятості: освіта, охорона здоров'я та соціальна допомога — 28,6 %, роздрібна торгівля — 21,4 %, будівництво — 21,4 %.